# قانون الصحة
قانون الصحة
يمكن تعريف قانون الصحة على انه اتحاد أو إعلان أو قانون أو مجموعة التنظيمات والتشريعات الأخرى بين مزودي قطاع الرعاية الصحية ومرضاه و مقدمي خدمات الرعاية الصحية جميعها بالإضافة إلى التأكيد على العمليات التنظيمية وقضايا المعاملات القانونية. 
و كذلك الأمر في فلوريدا، حيث تم تعريف قانون الصحة على أنه كل الأمور القانونية التي تتمثل باتحاد أو قانون أو هو مجموعة التشريعات وقضايا الرعاية الصحية وتنظيمات المزودين والقضايا القانونية التي تعنى بخدمات الرعاية الصحية وتنظيم المزودين والقضايا القانونية المرتبطة بالمزودين والقضايا القانونية المرتبطة بالممولين والبائعين و القضايا المرتبطة بتقديم الخدمات الصحية.
وتقسم كلية القانون في الجامعة الأمريكية قانون الصحة إلى أربع مجالات فمنها قانون الرعاية الصحية الذي يختص بالعلاج و قانون الصحة العامة و السكان الذي يختص بالوقاية وقانون أخلاقيات علم الأحياء و قانون الصحة العالمي .
و اعتمد قانون الصحة في البداية على انه تخصص قانوني منفصل بحد ذاته فيستطيع المحامون أن يحصلوا على شهادة البورد ( شهادة مزاولة المهنة ) فيصبحوا مختصين في القانون أو خبراء في القانون وذلك عن طريق مجلس فلوردا بار المختص بالقانون في عام ألف وتسعمائة و خمسة وتسعين. وتبنت تكساس في عام ألفين واثنين برنامج مماثل وصمم هذا البرنامج بعد برنامج فلوريدا.
و الحصول على شهادة مزاولة المهنة في الصحة فيه تحديات كثيرة لأنه منظم فقط لاعتماد المحامين الأكثر كفائة في المنطقة من قبل البار أو من سلطة الترخيص.
و هنالك طريقة واحدة تمكن المحامين في الولايات المتحدة الأمريكية للحصول على تعليم إضافي لممارسة قانون الصحة أو لاستخدامها لتصبح معتمدة في قانون الصحة وذلك عن طريق الالتحاق في إحدى برامج الماجستير في القانون المتابعة من مدارس القانون الموثوقة.
يرتبط الطب والقانون في الولايات المتحدة بشكل خاص فيتدخل القانون في تنظيم مهمة المعالجة المحكومة أساسا بعقد قانون «العلاج الطبي والعلاج في حالة الطوارئ» الذي يعطي الطبيب الحق برفض المعالجة عند عدم وجود حالة طارئة وعندما لا توجد علاقة سابقة بين الطبيب والمريض.ولا يمكن للأطباء التمييز بين المرضى بسبب عجزهم عن التخلي عن المريض أو عدم تقديم الخدمة له في حالة الطوارئ كما هو مذكور بقانون العلاج الطبي والعلاج في حالات الطوارئ والذي وجَهة الاطباء في غرفة الطوارئ إلى انه يجب تشخيص الحالة ثم استقرارها ثم نقلها. وينظم أيضا الواجب الانتمائي بين الطبيب والمريض كاعطاء المريض حقه بالخصوصية والسرية واخذ الموافقة منه قبل ان يلمسه .     
ويدخل سوء الممارسة الطبية أيضا ضمن المجالات التي يتداخل بها الطب والقانون والتي ترتبط بمعايير الرعاية حيث يتم تطبيق قاعدة محلية مخصصه وهناك نظريات مختلفة تقول ان السمعة شيء في متناول اليد ونظريات بديلة تعتمد على صيغة لها .